# Ichneumon simplex
Ichneumon simplex là một loài tò vò trong họ Ichneumonidae.